# فلوريد ثنائي أمين الفضة
فلوريد ثنائي أمين الفضة أو سيلفر ديامين فلوريد هو دواء موضعي يستخدم لعلاج ومنع تسوس الأسنان وتخفيف فرط الحساسية في العاج. السيلفر ديامين فلوريد متوفر في العديد من البلدان بما في ذلك الصين واليابان ونيوزيلندا واستراليا وغيرها لعدة أعوام. تم عرض المنتج للبيع في الولايات المتحدة الأمريكية في أغسطس 2014 من قبل إدارة الاغذية والعقاقير باعتباره جهاز طبي من الدرجة الثانية لعلاج فرط حساسية العاج.

## الأدلة السريريَّة
ستة تجارب وثقت تأثير المادة في توقف تجاويف الأسنان، وذلك ببساطة عن طريق تجفيف التجويف ثم تطبيق المادة.
نُشرت مراجعة منهجية لاستخدام السيلفر ديامين فلوريد في 2016 في مجلة كاليفورنيا للأسنان وتشمل:
- المخاطر المتعلقة بالسيلفر ديامين فلوريد، على سبيل المثال: المنطقة المصابة ستصبح سوداء بشكل دائم، ولكن لن يصبغ هيكل الأسنان السليمة، ويمكن استبدال هيكل الأسنان المتأثر وقتها بحشوة أو تاج.
- بدأت التجارب والدراسات مؤخرا بـتقييم قدرة فضة الديامين فلوريد على وقف التسوس الذي يحدث بين الأسنان وبعضها، ومقارنته بمزيج من نترات الفضة والفلورايد ودراسة أثرهما على السكان. وسوف تتبع التقارير النهائية من هذه الدراسات في السنوات المقبلة.
- فضة الديامين فلوريد تنتج بقع سوداء ووجود هذه البقع مؤشر قوي. اعتقد البعض أن إضافة يود البوتاسيوم قد يخفف من اللون الأسود أو يحسن اللون، ولكن هذا التغيير لم يكن فعالًا لمدة طويلة.[7]

## الاحتياطات
بالرغم من وجود دراسة تشير إلي أن أعلي جرعة من السيلفير ديامين فلورايد يمكن إستخدامها علي 3 أسنان هي 2.37 ملغ  إلا أن الأبحاث لم تجزم بالجرعة المسموح بإستخدامها، لذلك ينصح الباحثون باستخدام المادة على الأسطح المتأثرة فقط بأقصى استعمال لمدة 3 اسابيع متتالية في السنة الواحدة. حساسية الفضة عند المريض تعد من موانع استخدام هذه المادة.
سيلفير ديامين فلوريد ينتج أسطح سوداء بالاسنان وملامسته للجلد والأنسجة سوف ينتج تَغيير لونهم في غضون دقائق ويمكن أو لا يمكن لهذا اللون أن يتلاشى. طبقة العاج والمينا سوف تتشبع بالبقع السوداء لو كانت مجوفة، في حين أن هيكل السن السليم سوف يتأثر بلون خفيف يمكن إزالته بحك بسيط. قد يحدث التهاب احمراري بـاللثة بالقرب من الأسنان المعالجة بفضة الديامين فلوريد. المادة تؤدي إلى تآكل المعادن والزجاج؛ لمس المعادن ينتج غاز الهيدروجين والفلوريد الهيدروجين ولمسها للزجاج يكوِّن رباعي فلوريد السيليكون. المادة حساسة للضوء، إن زادت تنتج رائحة أمونيا قوية، ويجب أن يتم تخزينها في مكان بارد ومظلم وجاف في وعاء من البلاستيك.